# Cascabelillo
Cascabelillo es el nombre de una variedad cultivar de ciruela (Prunus syriaca). 
Una variedad de Mirabelle cultivada, que fructifica regularmente y es muy productiva. La variedad de ciruelas más pequeñas Mirabelle de Metz lleva el nombre de la ciudad de Metz en Lorena, que es una de sus principales áreas históricas de cultivo.
Desde Francia ya desde tiempos antiguos pasó a España donde se asilvestró y es conocida como "Cascabelillos". Son ciruelas muy pequeñas, con la piel morado rojizo, pasando casi a negro, rara vez uniforme, y su carne de color marillo ámbar, transparente, con textura semi dura, medianamente jugosa, y sabor extraordinariamente dulce y refrescante, bueno. Tolera la zona de rusticidad delimitada por el departamento USDA, de nivel 5.

## Sinonimia
- "Mirabelle",
- "Cascabelillos" en ambas Castillas
- "Cascabel", León
- "Cascabeles" Aragón.

## Historia
Se cree que este cultivo se domesticó en la región del Asia Menor, a partir de un fruto salvaje local. Esta variedad de ciruelo es casi exclusivo de la región francesa de Lorena donde se cultiva ampliamente, y donde recibe el nombre de 'Mirabelle'.
Desde Francia ya en tiempos antiguos 'Mirabelle' pasó a España donde se cultivó y se hizo silvestre en los campos. Su fruto recibe el nombre de cascabeles (Aragón) o cascabelillos (en zonas de ambas Castillas y en León).
'Cascabelillo' está cultivada en el Banco de germoplasma de cultivos vivos de la Estación experimental Aula Dei de Zaragoza. Está considerada incluida en las variedades locales autóctonas muy antiguas, cuyo cultivo se centraba en comarcas muy definidas, que se caracterizan por su buena adaptación a sus ecosistemas, y podrían tener interés genético en virtud de su características organolepticas y resistencia a enfermedades, con vista a mejorar a otras variedades.

## Características
'Cascabelillo' árbol de crecimiento medio crecimiento esparcido. Los árboles son bastante robustos y medianamente resistentes a las heladas. Tiene un tiempo de floración que comienza a partir del 20 de abril con el 10% de floración, para el 25 de abril tiene una floración completa (80%), y para el 6 de mayo tiene un 90% caída de pétalos.
'Cascabelillo' tiene una talla de tamaño muy pequeño, de forma casi esférica, algo asimétrica, presentando sutura casi imperceptible, línea morada, situada superficialmente; epidermis recubierta de pruina abundante, espesa, azulada o violácea, no se aprecia pubescencia, siendo el color de su piel morado rojizo, pasando casi a negro, rara vez uniforme, con un punteado abundante, tamaño mediano, color blanquecino amarillento con aureola morada, imperceptible en frutos muy oscuros; Pedúnculo mediano, muy fino, ubicado en una cavidad pedúncular casi nula, muy estrecha, casi superficial, sin rebajar en la sutura; pulpa de color marillo ámbar, transparente, con textura semi dura, medianamente jugosa, y sabor extraordinariamente dulce y refrescante, bueno.
Hueso libre o con ligera adherencia en zona ventral, tamaño pequeño, semi redondeado, semi globoso, con surcos poco acentuados, y superficie semi lisa.
Su tiempo de recogida de cosecha se inicia entre finales de agosto y primera quincena de septiembre.

## Usos
La ciruela 'Cascabelillo' normalmente no se comen crudas de fruta fresca en mesa debido a su tamaño tan pequeño, por lo que para su mejor aprovechamiento se le producen diversos procesos de elaboración tal como en mermeladas, almíbar de frutas, compotas, galletas, o en tés.
Ciruela muy apreciada en las elaboraciones culinarias sobre todo para acompañar carnes, y en confitería.
Ciruela empleada en la elaboración de licor y aguardientes.